# 388 TCN
388 TCN là một năm trong lịch La Mã.